# Базарносызганское городское поселение
Базарносы́зганское городско́е поселе́ние — муниципальное образование в составе Базарносызганского района Ульяновской области. Административный центр — рабочий посёлок Базарный Сызган.

## Состав городского поселения
В состав поселения входят 5 населённых пунктов: 1 рабочий посёлок, 2 села, 1 деревня и 1 посёлок.
| № | Населённый пункт  | Тип населённого пункта                  | Население |
| - | ----------------- | --------------------------------------- | --------- |
| 1 | Базарный Сызган   | рабочий посёлок, административный центр | ↘4494     |
| 2 | Дальнее Поле      | посёлок                                 | 187       |
| 3 | Знаменский Сюксюм | село                                    | 8         |
| 4 | Красная Сосна     | село                                    | 255       |
| 5 | Чириково          | деревня                                 | 77        |